# 阿克达拉
《阿克达拉》是2025年中国大陆剧情片，由张忠执导，叶尔克西·胡尔曼别克、王跃燕编剧，李雪健、吴军等人主演。电影改编自长篇小说《援疆干部》，讲述的是两代对口援疆干部建设新疆的故事。
《阿克达拉》获得第20届中美电影节评委会金天使奖。

## 剧情
电影从小古丽的视角展开，小古丽是东南省援疆干部田力（吴军 饰）帮扶对象家的小女儿，患有感觉神经性耳聋。田力两年的援疆工作主要为昆仑一号棉的推广种植，然而正值援疆工作到期之时，突遇新疆棉花市场遭受重创。为解决棉花销售问题也为帮助小古丽，田力申请延期回家，继续援疆工作。同时，他时常拜访爷爷田顺地的战友兼同事，居住在老旧平房中的手工制被人李怀河（李雪健 饰）。
李怀河年轻时（薛奇 饰）是支援边疆建设的军人，和田顺地（李澍 饰）一起被分配到阿克达拉。不久后，田顺地的对象李秀明（赫林 饰）和女兽医郝春荔（杜少杰 饰）也来到阿克达拉。在这的主要工作便是开垦荒地，种植棉花。田顺地和李秀明结婚生子后不久，被派遣修建水库。李怀河与郝春荔也暗生情愫，不多时李怀河也被派往水库。不幸的是，水库工地突发事故，田顺地牺牲，李怀河则被阿拉沐罕（梅丽古丽·艾买提 饰）的老公舍命救下。怀孕的李秀明听闻噩耗，悲伤过度，最终大出血而亡。田顺地和李秀明的孩子先由阿拉沐罕抚养，后送回东南省老家。李怀河与郝春荔准备结婚之时，为救阿拉沐罕的女儿古兰丹姆，郝春荔命丧煤矿矿洞。李怀河此后一直居住在他俩的婚房之中。
为寻找棉花销售出路，田力从李怀河处得到灵感，决定改即将建设的轧棉厂为网套加工厂，以棉被形式销售棉花。同时，李怀河将自己与田顺地等人几十年种植棉花的资料交给田力。田力结合该资料和自己推广的昆仑一号棉，培育出更高产的棉花新品种。此外，田力也带着小古丽，也就是古兰丹姆的孙女前往医院检查。在家人的支持下，田力协助小古丽植入人工耳蜗。

## 拍摄制作
担任2002年到2005年福建省第二批援疆干部领队的吴玉辉在结束三年援疆工作后，以19省市及终于有关单位援疆工作为背景创作长篇小说《援疆干部》。2013年小说出版，之后获得“五个一工程”奖。导演张忠自2009年起已经开始关注对口援疆的干部群体。在读到长篇小说《援疆干部》后，张忠决定将其搬上大银幕。从电影筹备到开拍，张忠因采风、积累素材、采访援疆干部等前往新疆超过40次。主演吴军在电影开拍前多次与从福建到新疆奇台的援疆干部交流。主演李雪健曾专程到玛纳斯县采风，从网套加工店学习弹棉花的手艺。2023年9月，电影以《援疆干部》为名在新疆维吾尔自治区昌吉回族自治州开机拍摄。电影先后在昌吉回族自治州奇台县、木垒哈萨克自治县、玛纳斯县、阿克苏地区、上海市、福建省等地取景拍摄。曾搭建超过4万平方米的场景，有约9500人次的群众演员参与拍摄。历时70天，电影在2023年11月在厦门市杀青。成片后，电影从《援疆干部》改名为《阿克达拉》，意为“白色原野”。

## 上映票房
2024年7月，《阿克达拉》专家观影研讨会在北京市举办，文艺评论家仲呈祥、中国文艺评论家协会副主席王一川、中国电影评论学会会长饶曙光等人参与。2024年8月1日，电影《阿克达拉》在北京市举办致敬援疆干部专场放映活动，观影人员主要是来自中华人民共和国国家机构、中央企业等在京单位的援疆干部。2024年10月26日，电影《阿克达拉》于昌吉回族自治州首映，演员赫林等主创团队成员出席首映。
2025年，电影《阿克达拉》在北京市举办首映礼，导演张忠等主创团队成员出席。电影《阿克达拉》于2025年6月21日在中国大陆上映。截止2025年7月7日，《阿克达拉》累计票房近61万元人民币，累计场次超过10万场次。

## 相关曲目
| 曲序 | 曲目                            |              | 作曲   | 歌手   |
| ---- | ------------------------------- | ------------ | ------ | ------ |
| 1.   | 《为了你 我愿意》（主题推广曲） | 陈锐军、李静 | 艾畇圻 | 毛阿敏 |

## 奖项展演
| 年份 | 颁奖典礼         | 奖项           | 入圍者       | 结果 | 来源   |
| ---- | ---------------- | -------------- | ------------ | ---- | ------ |
| 2024 | 第20届中美电影节 | 评委会金天使奖 | 《阿克达拉》 | 獲獎 | [ 12 ] |

除获奖外，电影《阿克达拉》在第11届丝绸之路国际电影节、第37届中国电影金鸡奖、第15届北京国际电影节等电影活动中展演。